# Наколлс (округ, Небраска)
Шаблон:StateAbbr_ 40°11′ пн. ш. 98°03′ зх. д. / 40.18° пн. ш. 98.05° зх. д.
Округ Наколлс (англ. Nuckolls County) — округ (графство) у штаті Небраска, США. Ідентифікатор округу 31129.

## Історія
Округ утворений 1860 року.

## Демографія
За даними перепису 
2000 року 
загальне населення округу становило 5057 осіб, усе сільське.
Серед мешканців округу чоловіків було 2430, а жінок — 2627. В окрузі було 2218 домогосподарств, 1445 родин, які мешкали в 2530 будинках.
Середній розмір родини становив 2,86.
Віковий розподіл населення поданий у таблиці:
| Стать    | До 15 років | 15-21 | 22-29 | 30-39 | 40-49 | 50-65 | 65-85 | Понад 85 |
| -------- | ----------- | ----- | ----- | ----- | ----- | ----- | ----- | -------- |
| Чоловіки | 440         | 235   | 147   | 270   | 380   | 418   | 478   | 62       |
| Жінки    | 471         | 230   | 136   | 256   | 378   | 464   | 572   | 120      |

## Суміжні округи
- Клей — північ
- Філлмор — північний схід
- Теєр — схід
- Ріпаблік, Канзас — південний схід
- Джуелл, Канзас — південний захід
- Вебстер — захід

## Виноски
1. ↑  US Decennial Census. US Census Bureau. Архів оригіналу за 12 травня 2015. Процитовано 9 грудня 2014.
2. ↑  Historical Census Browser. University of Virginia Library. Архів оригіналу за 11 серпня 2012. Процитовано 9 грудня 2014.
3. ↑  Population of Counties by Decennial Census: 1900 to 1990. US Census Bureau. Архів оригіналу за 27 квітня 2015. Процитовано 9 грудня 2014.
4. ↑  Census 2000 PHC-T-4. Ranking Tables for Counties: 1990 and 2000 (PDF). US Census Bureau. Архів оригіналу (PDF) за 18 грудня 2014. Процитовано 9 грудня 2014.
5. ↑  State & County QuickFacts. Бюро перепису населення США. Архів оригіналу за 7 червня 2011. Процитовано 21 вересня 2013.(англ.) Наведено за англійською вікіпедією.
6. ↑  American FactFinder. Бюро перепису населення США. Архів оригіналу за 26 лютого 2012. Процитовано 31 січня 2008.

| США | Це незавершена стаття з географії США. Ви можете допомогти проєкту, виправивши або дописавши її. |